# Armeria quichiotis
Armeria quichiotis är en triftväxtart som först beskrevs av Gonz.Albo, och fick sitt nu gällande namn av Arthur William Hill. Armeria quichiotis ingår i släktet triftar, och familjen triftväxter. Inga underarter finns listade i Catalogue of Life.